# Lingao jezik
Lingao jezik (ISO 639-3: onb), jezik narod Lingao, 600 000 govornika (2000 L. Min) sa sjeverne središnje obale Hainana pred obalom Kina|Kine. Klasificira se u tajske jezike, a jedini je predstavnik podskupine Be, šire skupine be-tai.
Službena kineska politika vodi ih pod nacionalnost Han, premda im nisu srodni ni etnički i lingvistički. Uči se u osnovnim školama, dok se u srednjim koristi kineski.

## Vanjske poveznice
- Ethnologue (14th)
- Ethnologue (15th)